# جرژانووو-اوسادا
جرژانووو-اوسادا (به لهستانی:  Dzierżanowo-Osada) یک روستا در لهستان است که در گمینا ماوا ویش واقع شده‌است.